# Narodziny (film)
Narodziny (ang. Birth) – brytyjsko-amerykańsko-niemiecki dramat obyczajowy z 2004 roku w reżyserii Jonathana Glazera.

## Obsada
- Nicole Kidman jako Anna
- Cameron Bright jako Sean
- Danny Huston jako Joseph
- Lauren Bacall jako Eleanor
- Arliss Howard jako Bob
- Anne Heche jako Clara
- Peter Stormare jako Clifford
- Ted Levine jako pan Conte
- Cara Seymour jako pani Conte
- Alison Elliott jako Laura
- Zoe Caldwell jako pani Hill
- Milo Addica jako Jimmy
- Novella Nelson jako Lee
- Elizabeth Greenberg jako nauczycielka
- Mike Desautels jako Sean
- Charles Goff jako pan Drummond

## Nagrody
- 2005: (nominacja) Nicole Kidman, Złoty Glob najlepsza aktorka w dramacie
- 2005: (nominacja) Saturn najlepszy film
- 2005: (nominacja) Cameron Bright, Saturn najlepszy aktor drugoplanowy
- 2005: (nominacja) Nicole Kidman, Saturn najlepsza aktorka
- 2004: udział w konkursie głównym o nagrodę Złotego Lwa na 61. MFF w Wenecji

## Opis fabuły
Bohaterką filmu jest Anna (Nicole Kidman), kobieta po trzydziestce, która 10 lat po nagłej śmierci męża Seana planuje ponownie wyjść za mąż za Josepha (Danny Huston), który przez ponad trzy lata starał się o jej względy. Podczas przyjęcia zaręczynowego spotyka chłopca (Cameron Bright), który twierdzi, że jest jej zmarłym mężem. Chłopiec prosi Annę, aby nie poślubiała Josepha. Anna traktuje to jako żart chłopca i wyrzuca go z domu. Chłopiec jednak nie poddaje się, zaczyna do niej pisać listy, a także przychodzi do jej domu. Anna i dziesięcioletni chłopiec ponownie ze sobą rozmawiają i okazuje się, że zna on wszystkie szczegóły z życia jej męża. Chłopiec wyznaje kobiecie, że wciąż ją kocha.